# Aloe medishiana
Aloe medishiana é uma espécie de liliopsida do gênero Aloe, pertencente à família Asphodelaceae.